# Campoletis flavicincta
Campoletis flavicincta är en stekelart som först beskrevs av William Harris Ashmead 1890.  Campoletis flavicincta ingår i släktet Campoletis och familjen brokparasitsteklar. Inga underarter finns listade.